# هامازاسپ مامیکونیان
هامازاسپ مامیکونیان (به ارمنی: Համազասպ Մամիկոնյան) (درگذشته ۶۶۱ میلادی) سردار ارمنی (۶۵۵–۶۶۱)، از خاندان مامیکونیان می‌باشد.

## زندگی‌نامه
پس از ساهاک آسپِت، مقام سپاهبدی ارمنستان بار دیگر به خاندان مامیکونیان، دارندگان اصلی آن، بازگشت. ساهاک جاثلیق، رهبر دینی ارمنستان، از بهرام شاپور (تلفظ ارمنی : ورامشاپور) (۳۸۹-۴۱۴م)، پادشاه ارمنستان، درخواست کرد تا دامادش، هامازاسپ مامیکونیان، را به سپاهبدی ارمنستان گمارد اما بهرام شاپور  چون از شاهنشاه ایران چنین فرمانی نداشت این خواسته را نپذیرفت.
پس، ساهاک مقدس خود به دربار ایران رفت و خواست خود را به عرض شاهنشاه رسانید. شاهنشاه ایران چون می‌دانست که ساهاک مقدس از دودمان پارتیان و از تبار سورنا، آناک و گریگور روشنگر است او را ارج بسیار نهاد و خدمات نیاکان وی را به هنگام خیزش اردشیر بابکان بر ضد اشکانیان ایران یادآور شد و تمامی خواسته‌های وی را برآورد.
او به بهرام شاپور پیام داد که هامازاسپ را به سپاهبدی ارمنستان گمارد و دودمان مامیکونیان را تا درجهٔ پنجم دربار بالا برد و آن را در دیوان خود ثبت کند.